# Vệ tinh tự nhiên của Sao Mộc

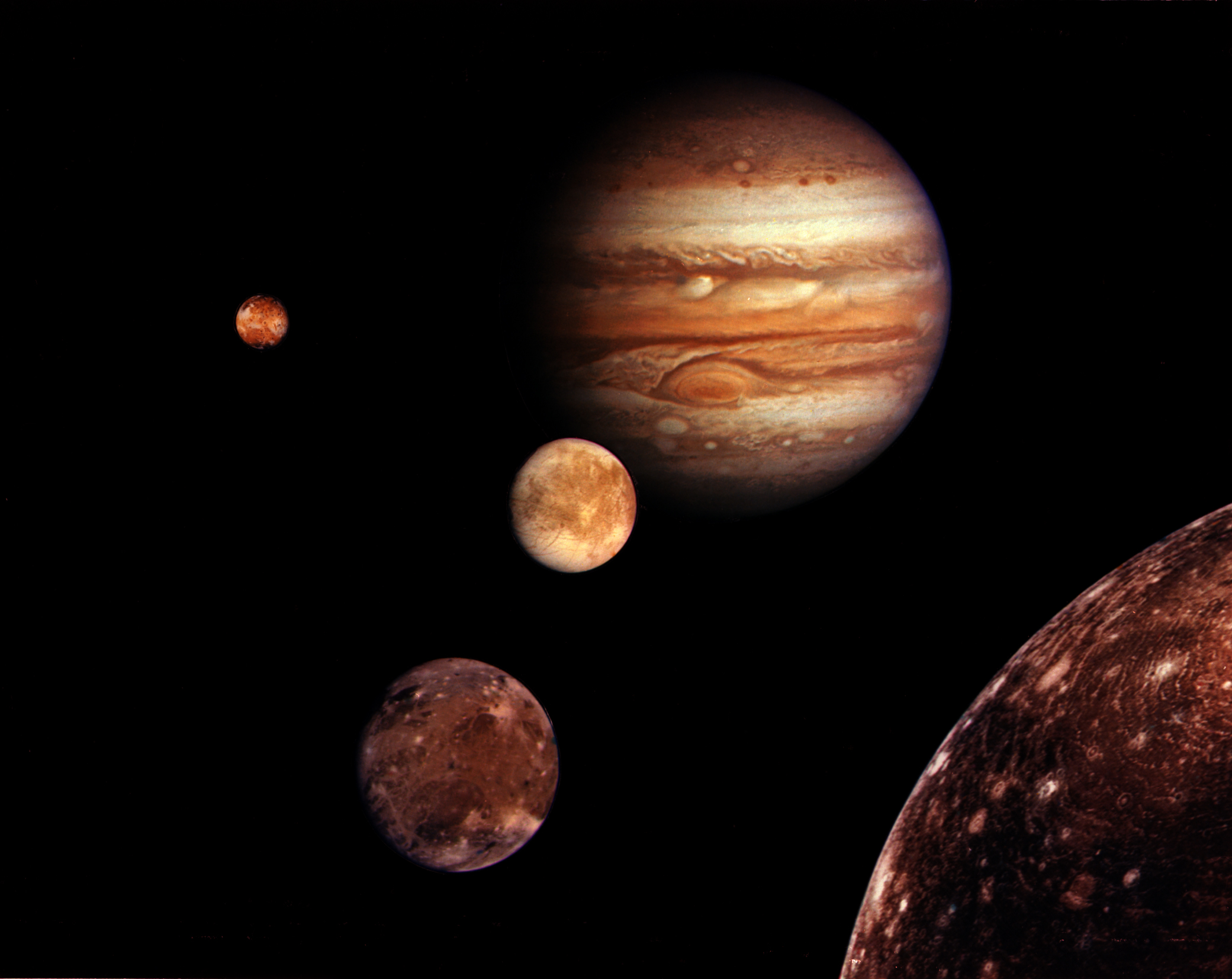
Sao Mộc và bốn vệ tinh lớn nhất của nó

Đến tháng 2 năm 2023 đã có 95 vệ tinh của Sao Mộc được khám phá và được chia ra làm 7 nhóm (dù quỹ đạo của vệ tinh mới S/2003 J 24 chưa được tính toán). Trong những vệ tinh này, Io, Europa, Ganymede và Callisto được khám phá bởi Galileo Galilei từ đầu thế kỷ 17 và được lập thành một nhóm. Bốn vệ tinh này, cũng như Metis, Adrastea và Amalthea của nhóm Amalthea, tự quay một vòng chung quanh chính mình trong một thời gian bằng một vòng chung quanh Sao Mộc nên luôn luôn có một mặt hướng về Sao Mộc và một mặt quay đi – trường hợp giống như Mặt Trăng đối với Địa Cầu. Đại đa số những vệ tinh nhỏ còn lại tuy quay chung quanh Sao Mộc nhưng đi ngược với chiều quay của hành tinh này. Tất cả các vệ tinh từ Euporie trở ra đều được đặt theo tên các con gái của thần Zeus.

## Phân nhóm
Bảy nhóm vệ tinh của Sao Mộc bao gồm:
|  |

- Nhóm Amalthea, gần Sao Mộc nhất, gồm Metis, Adrastea, Amalthea và Thebe. Quỹ đạo của các vệ tinh này rất tròn, gần như nằm trên cùng một mặt phẳng với xích đạo của Sao Mộc và ở từ 100 ngàn km đến 200 ngàn km nếu kể từ tâm của Sao Mộc ra. Amalthea là tên của con dê đã cho sữa nuôi sống thần Zeus

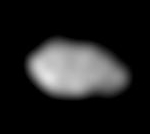
Metis
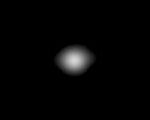
Adrastea
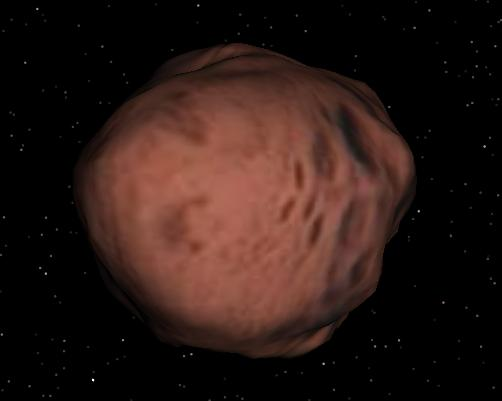
Amalthea
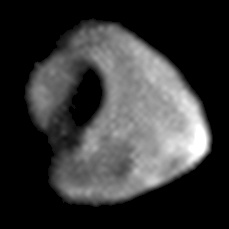
Thebe

- Nhóm Galilean, khám phá bởi Galileo Galilei, gồm Io, Europa, Ganymede và Callisto. Đây là các vệ tinh lớn trong Thái Dương Hệ – Europa, nhỏ nhất trong nhóm, lớn hơn Sao Diêm Vương trong khi Ganymede, lớn nhất trong nhóm, lớn hơn Sao Thủy. Quỹ đạo của các vệ tinh này ở từ 400 ngàn km đến 2 triệu km nếu kể từ tâm của Sao Mộc ra.

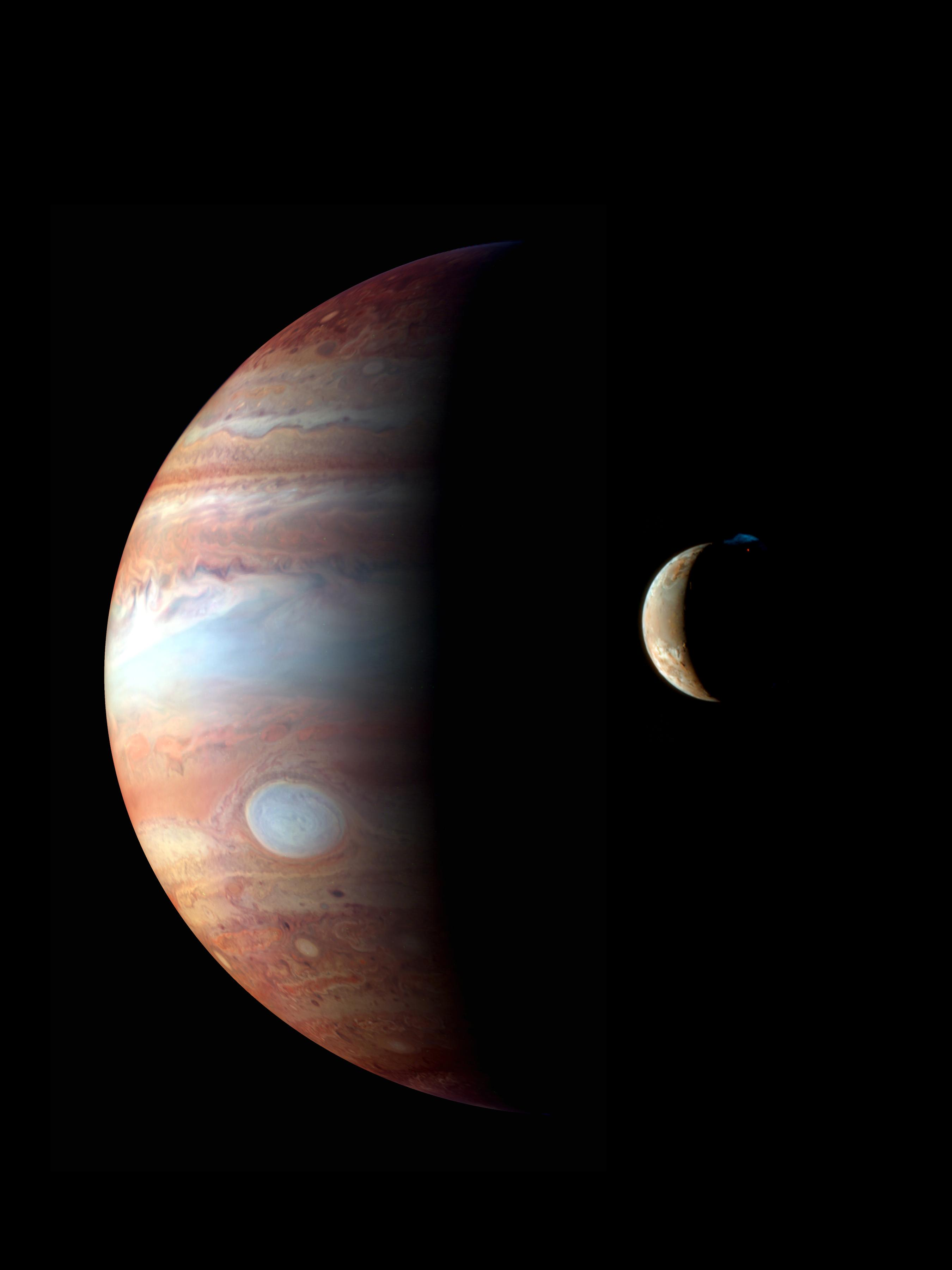
Sao Mộc và Io
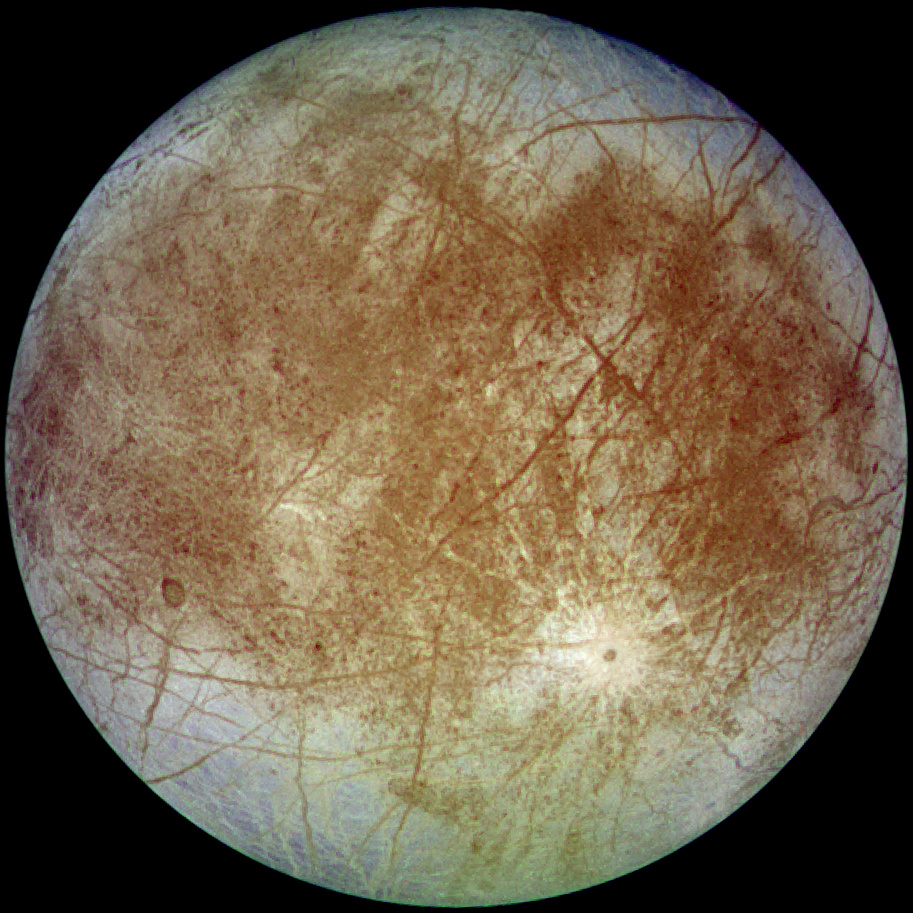
Europa
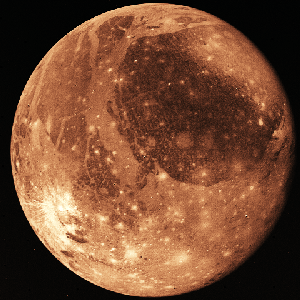
Ganymede
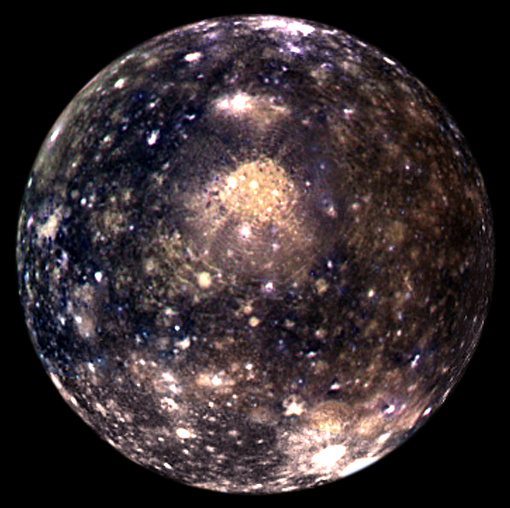
Callisto

- Themisto đứng một mình trong nhóm của nó. Quỹ đạo của vệ tinh này ở vào khoảng 7 triệu km nếu kể từ tâm của Sao Mộc ra. Themisto là tên của một nữ thần trong thần thoại Hy Lạp, con gái của thần sông Inachus, là vợ của Athamas

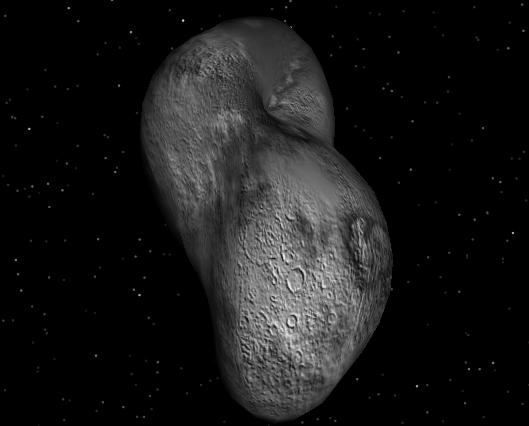
Themisto

- Nhóm Himalia gồm Leda, Himalia, Lysithea, Elara và Dia. Quỹ đạo của các vệ tinh này ở từ 11 triệu km đến 12 triệu km nếu kể từ tâm của Sao Mộc ra, chu kỳ 287 ngày. Himalia lấy theo tên của một nữ thần, người đã có với Zeus ba người con là Spartaios, Kronios, và Kytos.

Leda
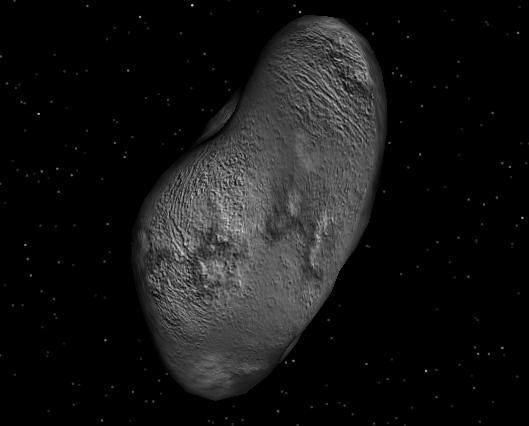
Himalia
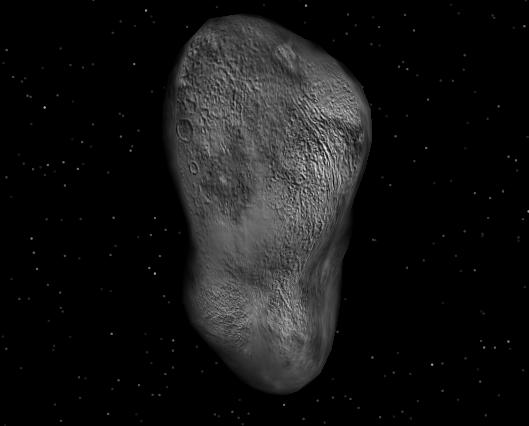
Elara

- Nhóm Ananke gồm Euporie, Euanthe, Orthosie, Harpalyke, Praxidike, Thyone, Ananke, Iocaste, Hermippe... Quỹ đạo của các vệ tinh này nằm nghiêng vào khoảng 150° đối với xích đạo của Sao Mộc và ở vào khoảng 21 triệu km nếu kể từ tâm của Sao Mộc ra. Tất cả các vệ tinh này đi ngược với chiều quay của Sao Mộc. Ananke là tên của nữ thần số mệnh trong thần thoại Hy Lạp, mẹ của ba nữ thần Moirae
- Nhóm Carme gồm Pasithee, Chaldene, Isonoe, Erinome, Kale, Aitne, Taygete, Carme, Kalyke... Quỹ đạo của các vệ tinh này nằm nghiêng vào khoảng 160° đối với xích đạo của Sao Mộc và ở vào khoảng 23 triệu km nếu kể từ tâm của Sao Mộc ra. Tất cả các vệ tinh trong nhóm này đi ngược với chiều quay của Sao Mộc.
- Nhóm Pasiphaë gồm Eurydome, Pasiphae, Sponde, Megaclite, Callirrhoe, Sinope, Autonone... Tất cả các vệ tinh trong nhóm này đi ngược với chiều quay của Sao Mộc. Pasiphaë là tên của con gái thần Mặt Trời Helios và là vợ của vua Minos xứ Crete

| Tên | Bán kính của vệ tinh (km) | Khối lượng của vệ tinh (kg) | Bán kính của quỹ đạo (km) | Chu kỳ của quỹ đạo (ngày) | Nhóm     |
| Metis | 20                        | 0,1 × 1018                  | 128,0 × 103               | 0,294779 S                | Amalthea |
| Adrastea | 13 × 10 × 8               | 20 × 1015                   | 129,0 × 103               | 0,298260 S                | Amalthea |
| Amalthea | 131 × 73 × 67             | 7,5 × 1018                  | 181,4 × 103               | 0,498179 S                | Amalthea |
| Thebe | 55 × 45 × 67              | 0,8 × 1018                  | 221,9 × 103               | 0,6745                    | Amalthea |
| Io | 1821,6                    | 89,32 × 1021                | 421,6 × 103               | 1,769138 S                | Galilean |
| Europa | 1560,8                    | 48 × 1021                   | 670,9 × 103               | 3,551181 S                | Galilean |
| Ganymede | 2631,2                    | 148,2 × 1021                | 1070,4 × 103              | 7,154553 S                | Galilean |
| Callisto | 2410,3                    | 1075,9 × 1021               | 1882,7 × 103              | 16,689018 S               | Galilean |
| Himalia | 85                        | 9,5 × 1018                  | 11460 × 103               | 250,5662                  | Himalia  |
| Lysithea | 12                        | 0,08 × 1018                 | 11720 × 103               | 259,22                    | Himalia  |
| Elara | 40                        | 0,8 × 1018                  | 11740 × 103               | 259,6528                  | Himalia  |
| Ananke | 10                        | 0,04 × 1018                 | 21280 × 103               | −629,8                    | Ananke   |
| Carme | 15                        | 0,1 × 1018                  | 23400 × 103               | −734,2                    | Carme    |
| Pasiphae | 18                        | 0,3 × 1018                  | 23620 × 103               | −743,6                    | Pasiphaë |
| Sinope | 14                        | 0,08 × 1018                 | 23940 × 103               | −758,9                    | Pasiphaë |
| Chu kỳ của quỹ đạo mang dấu trừ (−) nếu vệ tinh đi ngược với chiều quay của Sao Mộc. S có nghĩa là chu kỳ quay của vệ tinh bằng đúng chu kỳ của quỹ đạo. |                           |                             |                           |                           |          |

### Bảng số liệu
| STT | Label   | Tên vệ tinh | Phát âm (key) | Hình ảnh | Kích thước (km)          | Khối lượng (×1016 kg) | Semi-major axis (km) | Orbital period (d) | Độ nghiêng quỹ đạo (°) | Eccentricity | Năm phát hiện | Người phát hiện                 | Nhóm      |
| --- | ------- | ----------- | ------------- | -------- | ------------------------ | --------------------- | -------------------- | ------------------ | ---------------------- | ------------ | ------------- | ------------------------------- | --------- |
| 1   | XVI     | Metis       | ˈmiːtɨs       |          | 60×40×34                 | ~3.6                  | 127,690              | +7h 4m 29s         | 0.06°                  | 0.000 02     | 1979          | Synnott (Voyager 1)             | Inner     |
| 2   | XV      | Adrastea    | ˌædrəˈstiːə   |          | 20×16×14                 | ~0.2                  | 128,690              | +7h 9m 30s         | 0.03°                  | 0.0015       | 1979          | Jewitt (Voyager 2)              | Inner     |
| 3   | V       | Amalthea    | ˌæməlˈθiːə    |          | 250×146×128              | 208                   | 181,366              | +11h 57m 23s       | 0.374°                 | 0.0032       | 1892          | Barnard                         | Inner     |
| 4   | XIV     | Thebe       | ˈθiːbiː       |          | 116×98×84                | ~43                   | 221,889              | +16h 11m 17s       | 1.076°                 | 0.0175       | 1979          | Synnott (Voyager 1)             | Inner     |
| 5   | I       | Io          | ˈaɪ.oʊ        |          | 3,660.0×3,637.4 ×3,630.6 | 8,931,900             | 421,700              | +1.769 137 786     | 0.050°                 | 0.0041       | 1610          | Galileo Galilei                 | Galilean  |
| 6   | II      | Europa      | jʊˈroʊpə      |          | 3,121.6                  | 4,800,000             | 671,034              | +3.551 181 041     | 0.471°                 | 0.0094       | 1610          | Galileo Galilei                 | Galilean  |
| 7   | III     | Ganymede    | ˈɡænɨmiːd     |          | 5,262.4                  | 14,819,000            | 1,070,412            | +7.154 552 96      | 0.204°                 | 0.0011       | 1610          | Galileo Galilei                 | Galilean  |
| 8   | IV      | Callisto    | kəˈlɪstoʊ     |          | 4,820.6                  | 10,759,000            | 1,882,709            | +16.689 018 4      | 0.205°                 | 0.0074       | 1610          | Galileo Galilei                 | Galilean  |
| 9   | XVIII   | Themisto    | θɨˈmɪstoʊ     |          | 8                        | 0.069                 | 7,393,216            | +129.87            | 45.762°                | 0.2115       | 1975/2000     | Kowal & Roemer/ Sheppard et al. | Themisto  |
| 10  | XIII    | Leda        | ˈliːdə        |          | 16                       | 0.6                   | 11,187,781           | +241.75            | 27.562°                | 0.1673       | 1974          | Kowal                           | Himalia   |
| 11  | VI      | Himalia     | haɪˈmeɪliə    |          | 170                      | 670                   | 11,451,971           | +250.37            | 30.486°                | 0.1513       | 1904          | Perrine                         | Himalia   |
| 12  | X       | Lysithea    | laɪˈsɪθiːə    |          | 36                       | 6.3                   | 11,740,560           | +259.89            | 27.006°                | 0.1322       | 1938          | Nicholson                       | Himalia   |
| 13  | VII     | Elara       | ˈɛlərə        |          | 86                       | 87                    | 11,778,034           | +261.14            | 29.691°                | 0.1948       | 1905          | Perrine                         | Himalia   |
| 14  | —       | S/2000 J 11 |               |          | 4                        | 0.009 0               | 12 570 424           | +287.93            | 27.584°                | 0.2058       | 2001          | Sheppard et al.                 | Himalia   |
| 15  | XLVI    | Carpo       | ˈkɑrpoʊ       |          | 3                        | 0.004 5               | 17,144,873           | +458.62            | 56.001°                | 0.2735       | 2003          | Sheppard et al.                 | Carpo     |
| 16  | —       | S/2003 J 12 |               |          | 1                        | 0.000 15              | 17,739,539           | −482.69            | 142.680°               | 0.4449       | 2003          | Sheppard et al.                 | ?         |
| 17  | XXXIV   | Euporie     | juːˈpɔərɨ.iː  |          | 2                        | 0.001 5               | 19,088,434           | −538.78            | 144.694°               | 0.0960       | 2002          | Sheppard et al.                 | Ananke    |
| 18  | —       | S/2003 J 3  |               |          | 2                        | 0.001 5               | 19,621,780           | −561.52            | 146.363°               | 0.2507       | 2003          | Sheppard et al.                 | Ananke    |
| 19  | —       | S/2003 J 18 |               |          | 2                        | 0.001 5               | 19,812,577           | −569.73            | 147.401°               | 0.1569       | 2003          | Gladman et al.                  | Ananke    |
| 20  | XLII    | Thelxinoe   | θɛlkˈsɪnɵʊiː  |          | 2                        | 0.001 5               | 20,453,753           | −597.61            | 151.292°               | 0.2684       | 2003          | Sheppard et al.                 | Ananke    |
| 21  | XXXIII  | Euanthe     | juːˈænθiː     |          | 3                        | 0.004 5               | 20,464,854           | −598.09            | 143.409°               | 0.2000       | 2002          | Sheppard et al.                 | Ananke    |
| 22  | XLV     | Helike      | ˈhɛlɨkiː      |          | 4                        | 0.009 0               | 20,540,266           | −601.40            | 154.586°               | 0.1374       | 2003          | Sheppard et al.                 | Ananke    |
| 23  | XXXV    | Orthosie    | ɔrˈθɒsɨ.iː    |          | 2                        | 0.001 5               | 20,567,971           | −602.62            | 142.366°               | 0.2433       | 2002          | Sheppard et al.                 | Ananke    |
| 24  | XXIV    | Iocaste     | ˌaɪ.ɵˈkæstiː  |          | 5                        | 0.019                 | 20,722,566           | −609.43            | 147.248°               | 0.2874       | 2001          | Sheppard et al.                 | Ananke    |
| 25  | —       | S/2003 J 16 |               |          | 2                        | 0.001 5               | 20,743,779           | −610.36            | 150.769°               | 0.3184       | 2003          | Gladman et al.                  | Ananke    |
| 26  | XXVII   | Praxidike   | prækˈsɪdɨkiː  |          | 7                        | 0.043                 | 20,823,948           | −613.90            | 144.205°               | 0.1840       | 2001          | Sheppard et al.                 | Ananke    |
| 27  | XXII    | Harpalyke   | hɑrˈpælɨkiː   |          | 4                        | 0.012                 | 21,063,814           | −624.54            | 147.223°               | 0.2440       | 2001          | Sheppard et al.                 | Ananke    |
| 28  | XL      | Mneme       | ˈniːmiː       |          | 2                        | 0.001 5               | 21,129,786           | −627.48            | 149.732°               | 0.3169       | 2003          | Gladman et al.                  | Ananke    |
| 29  | XXX     | Hermippe    | hərˈmɪpiː     |          | 4                        | 0.009 0               | 21,182,086           | −629.81            | 151.242°               | 0.2290       | 2002          | Sheppard et al.                 | Ananke    |
| 30  | XXIX    | Thyone      | θaɪˈoʊniː     |          | 4                        | 0.009 0               | 21,405,570           | −639.80            | 147.276°               | 0.2525       | 2002          | Sheppard et al.                 | Ananke    |
| 31  | XII     | Ananke      | əˈnæŋkiː      |          | 28                       | 3.0                   | 21,454,952           | −642.02            | 151.564°               | 0.3445       | 1951          | Nicholson                       | Ananke    |
| 32  | L       | Herse       | ˈhɜrsiː       |          | 2                        | 0.001 5               | 22,134,306           | −672.75            | 162.490°               | 0.2379       | 2003          | Gladman et al.                  | Carme     |
| 33  | XXXI    | Aitne       | ˈaɪtniː       |          | 3                        | 0.004 5               | 22,285,161           | −679.64            | 165.562°               | 0.3927       | 2002          | Sheppard et al.                 | Carme     |
| 34  | XXXVII  | Kale        | ˈkeɪliː       |          | 2                        | 0.001 5               | 22,409,207           | −685.32            | 165.378°               | 0.2011       | 2002          | Sheppard et al.                 | Carme     |
| 35  | XX      | Taygete     | teiˈɪdʒɨtiː   |          | 5                        | 0.016                 | 22,438,648           | −686.67            | 164.890°               | 0.3678       | 2001          | Sheppard et al.                 | Carme     |
| 36  | —       | S/2003 J 19 |               |          | 2                        | 0.001 5               | 22,709,061           | −699.12            | 164.727°               | 0.1961       | 2003          | Gladman et al.                  | Carme     |
| 37  | XXI     | Chaldene    | kælˈdiːniː    |          | 4                        | 0.007 5               | 22,713,444           | −699.33            | 167.070°               | 0.2916       | 2001          | Sheppard et al.                 | Carme     |
| 38  | —       | S/2003 J 15 |               |          | 2                        | 0.001 5               | 22,720,999           | −699.68            | 141.812°               | 0.0932       | 2003          | Sheppard et al.                 | Ananke?   |
| 39  | —       | S/2003 J 10 |               |          | 2                        | 0.001 5               | 22,730,813           | −700.13            | 163.813°               | 0.3438       | 2003          | Sheppard et al.                 | Carme?    |
| 40  | —       | S/2003 J 23 |               |          | 2                        | 0.001 5               | 22,739,654           | −700.54            | 148.849°               | 0.3930       | 2004          | Sheppard et al.                 | Pasiphaë  |
| 41  | XXV     | Erinome     | ɨˈrɪnɵmiː     |          | 3                        | 0.004 5               | 22,986,266           | −711.96            | 163.737°               | 0.2552       | 2001          | Sheppard et al.                 | Carme     |
| 42  | XLI     | Aoede       | eɪˈiːdiː      |          | 4                        | 0.009 0               | 23,044,175           | −714.66            | 160.482°               | 0.6011       | 2003          | Sheppard et al.                 | Pasiphaë  |
| 43  | XLIV    | Kallichore  | kəˈlɪkɵriː    |          | 2                        | 0.001 5               | 23,111,823           | −717.81            | 164.605°               | 0.2041       | 2003          | Sheppard et al.                 | Carme?    |
| 44  | XXIII   | Kalyke      | ˈkælɨkiː      |          | 5                        | 0.019                 | 23,180,773           | −721.02            | 165.505°               | 0.2139       | 2001          | Sheppard et al.                 | Carme     |
| 45  | XI      | Carme       | ˈkɑrmiː       |          | 46                       | 13                    | 23,197,992           | −721.82            | 165.047°               | 0.2342       | 1938          | Nicholson                       | Carme     |
| 46  | XVII    | Callirrhoe  | kəˈlɪrɵʊiː    |          | 9                        | 0.087                 | 23,214,986           | −722.62            | 139.849°               | 0.2582       | 2000          | Gladman et al.                  | Pasiphaë  |
| 47  | XXXII   | Eurydome    | jʊˈrɪdəmiː    |          | 3                        | 0.004 5               | 23,230,858           | −723.36            | 149.324°               | 0.3769       | 2002          | Sheppard et al.                 | Pasiphaë? |
| 48  | XXXVIII | Pasithee    | pəˈsɪθɨ.iː    |          | 2                        | 0.001 5               | 23,307,318           | −726.93            | 165.759°               | 0.3288       | 2002          | Sheppard et al.                 | Carme     |
| 49  | XLIX    | Kore        | ˈkɔəriː       |          | 2                        | 0.001 5               | 23,345,093           | −776.02            | 137.371°               | 0.1951       | 2003          | Sheppard et al.                 | Pasiphaë  |
| 50  | XLVIII  | Cyllene     | sɨˈliːniː     |          | 2                        | 0.001 5               | 23,396,269           | −731.10            | 140.148°               | 0.4115       | 2003          | Sheppard et al.                 | Pasiphaë  |
| 51  | XLVII   | Eukelade    | juːˈkɛlədiː   |          | 4                        | 0.009 0               | 23,483,694           | −735.20            | 163.996°               | 0.2828       | 2003          | Sheppard et al.                 | Carme     |
| 52  | —       | S/2003 J 4  |               |          | 2                        | 0.001 5               | 23,570,790           | −739.29            | 147.175°               | 0.3003       | 2003          | Sheppard et al.                 | Pasiphaë  |
| 53  | VIII    | Pasiphaë    | pəˈsɪfeɪ.iː   |          | 60                       | 30                    | 23,609,042           | −741.09            | 141.803°               | 0.3743       | 1908          | Gladman et al.                  | Pasiphaë  |
| 54  | XXXIX   | Hegemone    | hɨˈdʒɛməniː   |          | 3                        | 0.004 5               | 23,702,511           | −745.50            | 152.506°               | 0.4077       | 2003          | Sheppard et al.                 | Pasiphaë  |
| 55  | XLIII   | Arche       | ˈɑrkiː        |          | 3                        | 0.004 5               | 23,717,051           | −746.19            | 164.587°               | 0.1492       | 2002          | Sheppard et al.                 | Carme     |
| 56  | XXVI    | Isonoe      | aɪˈsɒnɵʊiː    |          | 4                        | 0.007 5               | 23,800,647           | −750.13            | 165.127°               | 0.1775       | 2001          | Sheppard et al.                 | Carme     |
| 57  | —       | S/2003 J 9  |               |          | 1                        | 0.000 15              | 23,857,808           | −752.84            | 164.980°               | 0.2761       | 2003          | Sheppard et al.                 | Carme     |
| 58  | —       | S/2003 J 5  |               |          | 4                        | 0.009 0               | 23,973,926           | −758.34            | 165.549°               | 0.3070       | 2003          | Sheppard et al.                 | Carme     |
| 59  | IX      | Sinope      | sɨˈnoʊpiː     |          | 38                       | 7.5                   | 24,057,865           | −762.33            | 153.778°               | 0.2750       | 1914          | Nicholson                       | Pasiphaë  |
| 60  | XXXVI   | Sponde      | ˈspɒndiː      |          | 2                        | 0.001 5               | 24,252,627           | −771.60            | 154.372°               | 0.4431       | 2002          | Sheppard et al.                 | Pasiphaë  |
| 61  | XXVIII  | Autonoe     | ɔːˈtɒnɵʊiː    |          | 4                        | 0.009 0               | 24,264,445           | −772.17            | 151.058°               | 0.3690       | 2002          | Sheppard et al.                 | Pasiphaë  |
| 62  | XIX     | Megaclite   | ˌmɛɡəˈklaɪtiː |          | 5                        | 0.021                 | 24,687,239           | −792.44            | 150.398°               | 0.3077       | 2001          | Sheppard et al.                 | Pasiphaë  |
| 63  | —       | S/2003 J 2  |               |          | 2                        | 0.001 5               | 30,290,846           | −981.55            | 153.521°               | 0.1882       | 2003          | Sheppard et al.                 | ?         |